# World Class Championship Wrestling
::Não confundir este artigo com World Championship Wrestling
World Class Championship Wrestling (WCCW) foi uma popular promoção independente de wrestling profissional estadunidense, com sede em Dallas e Fort Worth, Texas. Originalmente, foi fundada pelo promotor Ed McLemore em 1966 e tendo como presidente Jack Adkisson, mais conhecido como Fritz Von Erich. Iniciou como um território da National Wrestling Alliance e se tornou independente em 1986, mas não teve sucesso e faliu em 1990.
O principal título era o WCCW World Heavyweight Championship e o principal evento o WCCW Pararade of Champions. Os direitos de vídeo da WCCW estão com a WWE Video Libary, da WWE.